# Odile Vouaux
Odile Vouaux, née le 20 juillet 1934 à Saint-Dié-des-Vosges et morte le 24 juin 2023 à Saint-Max, est une nageuse de 100 m nage libre.

## Biographie
Elle débute la natation en 1947 en rejoignant le club nancéien de l'ASPPT. En 1950, elle intègre l'équipe nationale du 4 x 100 m nage libre après avoir été deux fois championne de France cadette en 100 m nage libre et 100 m dos,.
Elle participe aux Jeux Olympiques d'Helsinki en 1952, en 4 x 100 m nage libre.
Elle fait partie de la sélection française pour les Jeux Olympiques de Melbourne en 1956, en 100 m nage libre et au relais 4 x 100 m nage libre avec Viviane Gouverneur, Ginette Jany-Sendral et Heda Frost.
Elle arrête la compétition en 1958, l'année où elle épouse Raymond Milley, joueur de water-polo. Elle a vécu à Villers-lès-Nancy.

## Records
Record de France de 50 m nage libre.